# Id Software
id Software ist ein US-amerikanisches Entwicklerstudio mit Sitz in Richardson, Texas, das sich auf die Entwicklung von Videospielen und Spiel-Engines spezialisiert hat. Der Name id (gesprochen als ein Wort) kommt von der lateinischen Bezeichnung für das Es aus der Psychoanalyse, stand aber ursprünglich für ideas from the deep.
id Software prägte vor allem in den 1990er Jahren mit seinen Spielereihen Wolfenstein 3D, Doom und Quake das Genre der Ego-Shooter sowie über die Genregrenzen hinaus durch die maßgeblich von John Carmack entwickelten Spielengines die grafische Weiterentwicklung der 3D-Computerspiele. Seit Juni 2009 gehörte das Unternehmen zum Computerspielhersteller ZeniMax Media und dessen Publisher Bethesda Softworks. 2021 gelangte es in den Besitz von Microsoft durch dessen Übernahme von ZeniMax Media.

## Geschichte

### Anfangsjahre
Alles begann in den Büros von Softdisk, in denen John Carmack Ende September 1990 sein erster Durchbruch gelang: er hatte es geschafft, eine weich-scrollende Jump-’n’-Run-Engine für den PC zu schreiben. Carmack und Tom Hall arbeiteten bis spät in die Nacht an einer Demo, in der man das erste Level von Super Mario Bros. 3 in Carmacks neuer Engine durchspielen konnte. Da Hall nicht auch noch Mario zeichnen wollte, benutzten sie kurzerhand Grafiken aus John Romeros Dangerous Dave. Romero war auch der erste, der die Demo zu Gesicht bekam. Als dieser am nächsten Morgen zur Arbeit erschien, fand er eine Diskette mit der Aufschrift „Run me“ (deutsch: Starte mich) auf seinem Computer. Romero war begeistert, so etwas war zu dieser Zeit auf PCs noch nicht realisiert worden. Noch am selben Tag sprachen John Carmack, John Romero, Lane Roathe, Tom Hall und Jay Wilbur über die Zukunft.
In ihrer Freizeit arbeiten John Carmack, Romero und Hall zusammen mit dem Softdisk-Grafiker Adrian Carmack an einem Jump ’n’ Run. Am 14. Dezember 1990 veröffentlichte Apogee Software ids Commander Keen: Invasion of the Vorticons als Shareware. Offiziell gegründet wurde das Unternehmen id Software am 1. Februar 1991. Die id-Gründer hatten nach dem Erfolg von Commander Keen zum 31. Januar Softdisk kollektiv verlassen, und so kam es, dass sie anfangs immer noch die monatlichen Zweispiele-Disketten für Softdisk produzierten. Zu diesen frühen Titeln von id gehören unter anderem Hovertank 3D und die Catacomb-3D-Spiele.
Apogee veröffentlichte Commander Keen: Goodbye Galaxy! (1991) und Wolfenstein 3D (1992). id Software brach mit Apogee und veröffentlichte am 10. Dezember 1993 Doom als Shareware. Wolfenstein 3D und Doom waren wesentlich verantwortlich für die Weiterentwicklung des Ego-Shooter-Genres und wirken auch heute noch stilbildend.
Anerkannte Leistungen im Bereich der 3D-Computergrafik machten den Lead Programmer von id Software, John Carmack, bekannt. Zwei Gründungsmitglieder, Tom Hall und John Romero, verließen id Software später und verfolgten eigene Karrieren als Spieleentwickler. Hall verließ das Unternehmen während der Entwicklung von Doom, da der Großteil seiner Ideen nicht im Spiel umgesetzt wurde. Romero, der entscheidenden Einfluss auf das Spieldesign von Doom und Quake hatte, wurde 1996 nach der Veröffentlichung von Quake aufgrund von Meinungsverschiedenheiten mit John und Adrian Carmack nahegelegt, id Software zu verlassen. Im selben Jahr stieß dafür Todd Hollenshead als CEO zum Unternehmen.

### Von der Jahrtausendwende bis zur Übernahme
id Software machte in den Jahren um 2000 einen Großteil des Umsatzes mit der Lizenzierung der für ihre eigenen Spiele entwickelten Game-Engines an andere Entwickler. Der Preis für die Lizenzierung der Quake-III-Arena-Engine von id betrug ca. 250.000 US-Dollar pro Spieletitel. Ältere Engines wie die id Tech 2 von Quake und Quake II kosteten 10.000 US-Dollar. Ältere Engines wurden jedoch auch regelmäßig unter den Lizenzbedingungen der GNU GPL freigegeben und kostenlos zum Download angeboten (derzeit: id Tech 1–4).
Anfang 2004 wurden Todd Hollenshead und Tim Willits neben den bisherigen Gesellschaftern Adrian Carmack, John Carmack und Kevin Cloud neue Mitinhaber der Firma. Im August 2004 wurde Doom 3 nach vierjähriger Entwicklungszeit veröffentlicht. Für das Spiel entwickelte id Software eigens eine neue Engine, id Tech 4. Der letzte Titel der Quake-Serie, Quake 4, wurde unter der leitenden Aufsicht von id Software von Raven Software ebenfalls auf der Doom-3-Engine (id Tech 4) entwickelt. Eine ähnliche Zusammenarbeit fand für Enemy Territory: Quake Wars statt, das von Splash Damage entwickelt wurde. Hierbei kam zum ersten Mal die MegaTexture-Technologie zum Einsatz. 2005 verließ Adrian Carmack auf Druck seiner Geschäftspartner das Unternehmen. Es folgte ein Rechtsstreit, da er den vier anderen Mitinhabern vorwarf, ihn durch eine Taktik der vielen kleinen Nadelstiche aus dem Unternehmen gedrängt zu haben, um unter Wert an seine Geschäftsanteile in Höhe von 41 % zu gelangen. Dabei wurde außerdem bekannt, dass ids Publishingpartner Activision mehrfach Übernahmeangebote für das Unternehmen und seine Marken abgegeben habe, zuletzt in Höhe von 105 Millionen US-Dollar.
Auf der Apple Worldwide Developers Conference 2008 präsentierte John Carmack erstmals die neue Engine mit dem Namen id Tech 5. Sie wird parallel für den Betrieb auf PC und Mac als auch auf den Konsolen Xbox 360 und PlayStation 3 entwickelt. Da es für id Software immer schwieriger wurde, als unabhängiger Entwickler weiterhin finanzierte Aufträge von Publishern zu bekommen, stimmte das Unternehmen im Juni 2009 einer Übernahme durch ZeniMax Media und dessen Publishingarm Bethesda Softworks zu. Der Kaufpreis wurde nicht offengelegt. Aus einer Mitteilung an die Börsenaufsicht ging jedoch hervor, dass ZeniMax über Wandelanleihen und Orderpapiere 105 Millionen US-Dollar zusätzliches Kapital für den Kauf aufnahm. Todd Hollenshead gab seine CEO-Position ab und wurde stattdessen zum President von id Software ernannt. Außerdem wurde er in das Board of Directors von ZeniMax berufen.
Anfang 2011 zog das Unternehmen von Mesquite nach Richardson um.
Im Oktober 2011 wurde Rage veröffentlicht, das id Software in Eigenregie entwickelte. Es handelt sich um einen Ego-Shooter mit Rennspiel-Elementen, der in einem Endzeit-Szenario angesiedelt ist. Das Spiel verfügt über eine neue Hintergrundgeschichte, die keine Bezüge zu den bisherigen Spieleserien des Entwicklerstudios herstellt. Jedoch beinhaltet Rage Anspielungen auf Wolfenstein 3D, Doom und Quake und die ersten Level der jeweiligen Spiele sind in Rage als Easter Egg enthalten. Das von id Software auf der QuakeCon 2007 erstmals offiziell präsentierte Spiel basiert auf der neuen Engine id Tech 5.
Im Juni 2013 verließ Todd Hollenshead nach 17 Jahren das Unternehmen. Im November 2013 verließ John Carmack als letztes Gründungsmitglied das Entwicklerstudio, nachdem er bereits drei Monate zuvor zusätzlich als Chief Technology Officer von Oculus VR angestellt worden war.
Am 13. Mai 2016 veröffentlichte id die Neuauflage von Doom, vier Jahre später, am 20. März 2020, wurde der offizielle Nachfolger Doom Eternal veröffentlicht und am 15. Mai 2025 erschien der neueste Teil der Serie: Doom: The Dark Ages.

## Eigenproduzierte Spiele
- Commander Keen
  - Invasion of the Vorticons (1–3) (1990, Verleger Apogee)
  - Keen Dreams (1991, Verleger Softdisk)
  - Goodbye Galaxy (4–5) (1991, Verleger Apogee)
  - Aliens ate my Babysitter (6) (1991, Verleger FormGen, Apogee)
- Shadow Knights (1991, Verleger Softdisk)
- Dangerous Dave in the Haunted Mansion (1991, Verleger Softdisk) (Spätere Dangerous-Dave-Spiele wurden von anderen Entwicklern erstellt.)
- Hovertank 3D (1991)
- Catacomb 3D (1991)
- Wolfenstein 3D (1992)
- Spear of Destiny (1992)
- Doom (1993)
- Doom 2: Hell on Earth (1994)
- Quake (1996)
- Quake II (1997)
- Quake III Arena (1999)
- Doom 3 (2004)
- Quake Live (2010)
- Rage (2011)
- Doom 3: BFG Edition (2012)
- Doom (2016)
- Doom Eternal (2020)
- Doom: The Dark Ages (2025)

## Koproduzierte Spiele
- Return to Castle Wolfenstein (id Software, Nerve Software, Gray Matter Interactive, 2001)
- Doom 3: Resurrection of Evil (id Software, Nerve Software, 2005)
- Quake 4 (id Software, Raven Software, 2005)
- Wolfenstein: Enemy Territory, (id Software, Splash Damage, 2003)
- Enemy Territory: Quake Wars (id Software, Splash Damage, 2007)
- Wolfenstein (id Software, Raven Software, 2009)
- Quake Champions (id Software, Saber Interactive, 2018)
- Rage 2 (id Software, Avalanche Studios, 2019)

## Spiele mit lizenzierter id-Engine
Commander-Keen-Engine
- Bio Menace (Apogee Software, 1993)

Wolfenstein-3D-Engine
- Blake Stone (JAM Productions, 1993)
- Operation Body Count (Capstone Software, 1994)
- Corridor 7 (Capstone Software, 1994)
- Rise of the Triad (Apogee Software, 1994)

Doom-Engine (id Tech 1)
- Heretic (Raven Software, 1994)
- Hexen (Raven Software, 1995)
- Strife (Rogue Entertainment, 1996)
- Chex Quest (Digital Café, 1996)
- HacX (Banjo Software, 1997)

Quake-Engine (id Tech 2)
- Hexen 2 (Raven Software, 1997)
- Half-Life (Valve, 1998)
- Counter-Strike (Valve, 2000)
- 007: Nightfire (Gearbox Software, 2002)
- Eternal War: Shadows of Light (Two Guys Software, 2003)

Quake-2-Engine (id Tech 2)
- Heretic 2 (Raven Software, 1998)
- SiN (Ritual Entertainment, 1998)
- Kingpin: Life of Crime (Xatrix Entertainment, 1999)
- Daikatana (Ion Storm, 2000)
- Soldier of Fortune (Raven Software, 2000)
- Anachronox (Ion Storm, 2001)

Quake-3-Engine (id Tech 3)
- Heavy Metal: F.A.K.K.² (Ritual Entertainment, 2000)
- American McGee’s Alice (Rogue Entertainment, 2000)
- Star Trek: Voyager – Elite Force (Raven Software, 2000)
- Medal of Honor: Allied Assault (2002)
- Soldier of Fortune II: Double Helix (Raven Software, 2002)
- Star Wars Jedi Knight II: Jedi Outcast (Raven Software, 2002)
- Star Wars Jedi Knight: Jedi Academy (Raven Software, 2003)
- Call of Duty (Infinity Ward, 2003)
- Star Trek: Elite Force II (Ritual Entertainment, 2003)
- Wolfenstein: Enemy Territory (Splash Damage, 2003)

Doom-3-Engine (id Tech 4)
- Prey (Human Head Studios, 3D Realms, 2006)
- BRINK (Splash Damage, 2010)

id Tech 5
- Rage (2011)
- Wolfenstein: The New Order (MachineGames, 2014)
- The Evil Within (Tango Gameworks, 2014)
- Wolfenstein: The Old Blood (MachineGames, 2015)

id Tech 6
- Wolfenstein II: The New Colossus (MachineGames, 2017)
- Wolfenstein: Youngblood (MachineGames, Arkane Studios, 2019)
- Wolfenstein: Cyberpilot (MachineGames, Arkane Studios, 2019)